# Sune och hans värld
Sune och hans värld är en tecknad TV-serie baserad på Suneböckerna. Den är producerad av svenska animationsstudion Happy Life samt tyska EM TV& Merchandising och irländska Magma Films, sedan Peter Gustafsson 1995 köpte rättigheterna till en animerad version av Sune.
Serien sändes ursprungligen i Allra mest tecknat i SVT under perioden 26 januari 2002-8 mars 2003. Därefter har den visats i repris åtskilliga gånger.
Serien erhöll stor popularitet i Latinamerika.

## Handling
Sune är en 9-årig pojke som älskar tjejer mest av allt, men brukar misslyckas med att få några. Ändå ger han aldrig upp, och med hjälp av sina vänner Herman och Sophie försöker han träffa tjejer. I den tecknade TV-serien "Sune och hans värld" är Sune nio år gammal. Sophie är mer "killaktig", och Sune tycks inte vara speciellt intresserad av henne. De har en kompis som heter Herman, en intelligent om än lugnare kille.

## Röster
- Bevin Hansson - Sune
- Alvia Elfstrand - Sophie
- Ludwig Berling - Herman
- Tintin Anderzon - Karin
- Jacob Ericksson - Rudolf
- Joakim Jennefors - Rudolf
- Lennart Jähkel - Ragnar Blixt
- Daniel De Geer - Håkan Bråkan
- Torsten Wahlund - Chefen
- Gabriella Wegdell - Ulrika
- Jasmine Heikura - Sandra Holm och Sara
- Jeanette Tornerhave - Yvonne
- Nicolina Konstenius - Anna
- Irene Lindh - faster Rut och tant Gunnarsson
- Fredrik Dolk - farbror Bertil
- Annika Lantz - sig själv
- Anton Olofsson - Henke

## Utgivning
Serien gavs ut 2002-2004 på hemvideo, både DVD och VHS.